# Serge Legrand-Vall
Serge Legrand-Vall, né en 1958 à Montauban (Tarn-et-Garonne), est un écrivain français.

## Biographie
Serge Legrand-Vall est issu d'une famille de républicains espagnols de Barcelone, réfugiée en 1939 à Perpignan, puis à Ax-les-Thermes, en Ariège. La famille Vall est naturalisée française en 1956. Sa jeune tante Betty puis sa première institutrice Juliette Laguerre, dans l'école à classe unique de Gourbit, lui transmettent précocement le goût de la lecture.
Retiré à sa mère par l'Assistance Publique, il est adopté à l'âge de six ans par un couple de commerçants, en Normandie. Il réunit dans son nom cette double filiation.
Il étudie les arts à Paris, à l'atelier du peintre Pierre Farrey puis à l'École supérieure des arts appliqués Duperré, dont il est diplômé en 1979. Attiré par l'ethnologie, il suit  des cours en auditeur libre sur l’Amérique pré-colombienne à l’université Paris-VII.
Il devient directeur artistique pour la publicité à Toulouse, où il parvient à retrouver sa famille espagnole en 1986. La même année, il s'initie à l'écriture de scénarios avec Alem Surre-Garcia et Francis Fourcou aux Ateliers Cinématographiques Sirventès.
À Bordeaux, il se tourne à partir de 2000 vers le métier de concepteur-rédacteur dans l’agence de publicité StJohns où il écrit notamment des spots radio pour Cultura, interprétés par Fabrice Luchini, de 2004 à 2012, puis de 2016 à 2017. Cette période marque le début de sa carrière d'auteur.

## Œuvre
Dans son premier ouvrage Toulouse Bordeaux l'un dans l'autre paru en 2005, l'auteur interroge sa trajectoire tout en révélant, derrière les postures de rivalité entre les deux cités, les liens et les mimétismes. Cet essai est parrainé par l'écrivain et journaliste Pierre Veilletet.
Fasciné très jeune par les îles, “l’origine radicale et absolue”, il consacre son premier roman aux îles Marquises, avec Les îles du Santal, publié en 2011. Ce roman d'un voyage initiatique prend appui sur l'expédition du trois-mâts Le Bordelais. À la suite de cette parution, il est invité par le Festival des arts des îles Marquises et séjourne dans l’île de Nuku Hiva.
Après ce séjour immersif, il écrit La part du requin, qui évoque l'annexion française de l'archipel, à travers les regards d'un déserteur français et de ses deux enfants « demis ». Ce roman redonne vie à des figures historiques marquisiennes ; il constitue également un miroir littéraire à Taïpi de Herman Melville, auquel il emprunte plusieurs personnages.
L'auteur rendra hommage en 2020 à la source de son premier roman avec l'exposition « Bicentenaire du tour du monde du Bordelais », en collaboration avec le collectionneur Olivier Nonès et le musée de l'Histoire Maritime de Bordeaux.
« Espagnol imaginaire », comme il se qualifie lui-même, il explore l’obscurité de son histoire familiale dans trois romans. La rive sombre de l’Ebre, quête d'un père disparu pendant la guerre d’Espagne, évoque la mémoire et l'oubli des combattants républicains espagnols. L'ouvrage, finaliste du Prix littéraire d'Aquitaine 2013, est remarqué par Le Monde des livres.
Une résidence d'écriture à Barcelone soutenue par la région Nouvelle Aquitaine lui permet d'écrire Reconquista,,. Ce second opus sur l'exil espagnol met en scène l'errance d'un anti-héros, policier déchu engagé dans l'Invasion ratée du Val d'Aran, en 1944. Le roman est sélectionné pour le Prix du roman historique de Blois 2020, le prix Augiéras 2021 et le prix La Boétie 2022.
Un oubli sans nom, dernier volet de la trilogie, paraît en 2022. Quête des origines qui fait écho à la propre histoire de l'auteur, ce roman en forme de traversée des années 1970 entraîne une adolescente jusqu’aux déchirures de la guerre civile espagnole, dans l’île de Formentera. Il est sélectionné pour le prix Francis Jammes 2023 .
En 2025, avec Les eaux dangereuses, roman de la disparition d’une femme sur les terres maories de Nouvelle-Zélande, il continue de sonder ses motifs majeurs, l'identité, la mémoire, le rapport des individus à l'histoire.

## Publications
- Toulouse Bordeaux l’un dans l’autre, essai. éditions Loubatières, 2005  (ISBN 2-86266-447-2)
- Les Îles du santal, roman. Elytis, 2011  (ISBN 978-2-35639-057-8)
- La Rive sombre de l’Ebre, roman. Elytis, 2013.  (ISBN 978-2-35639-108-7) Réédité en poche. Éditions Cairn, collection Regain [29] (2023)
- La Part du requin, roman. Elytis, 2015  (ISBN 978-2-35639-148-3)
- Avec Jean-Noël Mouret et Richard Nourry, La Gironde, éditions Ouest-France, collection Itinéraires de découvertes, 2015.
- Objets littéraires, nouvelles. StJohn's, 2017[30]  (ISBN 978-2-9561542-0-4)
- Reconquista, roman. In8, 2020. (ISBN 978-2-36224-106-2) Réédité en poche. Éditions Cairn, collection Regain [29] (2023)
- Un oubli sans nom, roman. In8, 2022. (ISBN 978-2-36224-142-0)
- Les Eaux dangereuses, roman. In8, 2025. (ISBN 978-2-36224-149-9)